# 16713 Airashi
16713 Airashi è un asteroide della fascia principale. Scoperto nel 1995, presenta un'orbita caratterizzata da un semiasse maggiore pari a 3,1478398 UA e da un'eccentricità di 0,1528158, inclinata di 7,10440° rispetto all'eclittica.